# Link aggregation

Linkaggregatie tussen een switch en een server

Link aggregation is de Engelse verzamelnaam voor het combineren / parallel schakelen van meerdere netwerkverbindingen met als doel een hogere doorvoersnelheid te behalen dan een enkelvoudige verbinding en/of voor fouttolerantie te zorgen indien een verbinding faalt.
De precieze invulling van het doel is afhankelijk van de gekozen modus. 
Redundantie wordt vaak toegepast om fouttolerantie toe te voegen aan bedrijf kritische systemen.
De techniek is van toepassing op zowel (core)switches als netwerkkaarten (NIC's). 
Beide nodes dienen over de Link aggregation techniek te beschikken en hiervoor geconfigureerd te zijn om Link aggregation toe te kunnen passen.
Linkaggregatie staat ook bekend als: trunking, link bundling, Ethernet/network/NIC bonding, en NIC teaming.
Link aggregatie is tegenwoordig gestandaardiseerd door de IEEE onder dossier 802.3ad en biedt de volgende voordelen:
- Hogere doorvoersnelheid tussen twee pc's.
- Betere schaalbaarheid netwerken door aggregatie op core-switches toe te passen. Hierdoor kan een enkele pc nooit alle bandbreedte in beslag nemen; de link tussen twee switches is namelijk "breder" dan een link tussen twee computers.
- Bestaande netwerkinfrastructuur kan worden uitgebreid zonder alles te vervangen voor een opvolger (zoals 1000BaseT of 10GBaseT).

Om linkaggregatie te gebruiken op een pc zijn de volgende vereisten van toepassing:
- Geschikt besturingssysteem, zoals Windows XP/Vista/7/8/10, Linux, Mac OS X of FreeBSD.
- Geschikte netwerkcontroller (NIC).
- Dubbele ethernetbekabeling.
- Indien connectie via switch, een switch die 802.3ad ondersteunt.

Voor UNIX-achtige besturingssystemen zoals Mac OS X, Linux en FreeBSD is het niet nodig om aparte drivers voor de netwerkkaart te gebruiken aangezien aggregatie op een hoger stack-niveau is geïmplementeerd. Voor Windows is dit echter wel nodig, en vereist aldus een netwerkadapter die specifiek geschikt is voor link aggregatie.
Om linkaggregatie te gebruiken op een switch zijn de volgende vereisten van toepassing:
- Twee of meer aansluitingen.
- Softwarematige ondersteuning voor 802.3ad.
- End-device die over dezelfde vereisten beschikt.